# Кастро, Хесус
Хесу́с Ка́стро (исп. Jesús Castro, 16 октября 1908, Мексика — дата смерти неизвестна) — мексиканский футболист, полузащитник, участник чемпионата мира 1930 года.

## Биография
Игрок клуба «Америка», Хесус Кастро был вызван в ряды сборной Мексики для участия в мировом первенстве 1930 года, проходившем в Уругвае. Однако ему не суждено было сыграть ни единого матча на турнире.